# Space Hulk: Deathwing
Space Hulk: Deathwing est un jeu vidéo de tir à la première personne développé par Streum On Studio et édité par Focus Home Interactive, sorti en 2016 sur Windows. Une version mise à jour "Enhanced Edition" est sortie sur PlayStation 4 et Windows le 22 mai 2018 .
Il est basé sur le jeu de plateau Space Hulk situé dans l'univers Warhammer 40,000.

## Histoire
Dans le mode campagne solo de Space Hulk: Deathwing, le joueur incarne un Archiviste des Deathwing, la 1re compagnie de Space Marines des Dark Angels. Contrairement aux précédents opus de la série des jeux Space Hulk, Deathwing n'utilise pas un système de tour-par-tour mais une approche FPS.
Les antagonistes du jeu sont les Genestealers, de la race des Tyranides. Ces aliens, ennemis récurrents dans l'univers Space Hulk, compromettent la recherche d'artefacts des Deathwing en bâtissant un nid au sein du Space Hulk. Le joueur a à sa disposition l'arsenal des Space Marines, débloqué à mesure de la progression dans le scénario.
Il existe également un mode multijoueur où le joueur peut choisir parmi 6 classes: Terminator d'assaut, Terminator à armes lourdes, Archiviste, Apothicaire, Terminator tactique ou Interrogator-Chaplain.

## Accueil
- Jeuxvideo.com : 13/20[1] - 14/20 (Enhanced)[2]